# 貴志八郎
貴志 八郎（きし はちろう、1930年4月24日 - 2013年1月21日）は、日本の政治家。元日本社会党衆議院議員(1期)。

## 来歴
和歌山県出身。1949年県立桐蔭高定時制課程（現青陵高）を卒業。1959年に日本社会党公認で和歌山市議に当選(2期)し、1967年からは和歌山県議を通算6期務める。この間県議会では厚生委員会や建設委員会・総務委員会の各委員長を務め、1970年には社会党・共産党の推薦で和歌山市長選に出馬（落選）。
1972年の総選挙では現職代議士だった中谷鉄也の不出馬表明から、急遽衆院選に出馬したが落選。
1976年の総選挙では自らは立候補せず、社会党県本部書記長として県会議員だった的場鹿五郎を支援したが最下位で落選。得票数も4年前の貴志を上回ることはなかった。
1990年の総選挙で旧和歌山1区から立候補して当選して1期務め、1993年の総選挙に落選。国政から退いた後の1995年に和歌山県知事選に出馬したものの、惨敗に終わった。
2013年1月21日、肺がんのため死去。82歳没。